# Виа-дей-Фори-Империали
Ви́а-дей-Фо́ри-Империа́ли (итал. Via dei Fori Imperiali, дословно — «улица Имперских форумов», первоначально Via dell’Impero) — широкий проспект в центре Рима от Пьяцца Венеция к Колизею, построенный в 1932 году по приказу Бенито Муссолини. Прямая улица шириной 30 и длиной 850 м отделяет основной римский форум от императорских форумов. Находится в районе Монти.

## История
Вплоть до Средних веков на месте современного проспекта находились руины античных сооружений, но потом были возведены христианские церкви и монастыри. В конце XVI века по приказу кардинала Микеле Бонелли, родившегося в Александрии, эта территория была кардинально перестроена. Созданный здесь квартал получил название Александрийского (Alessandrino).
Современная улица была проложена в 1924—32 гг. поверх раскопок античных императорских форумов (Траяна, Августа, Нервы), частично развалины форумов можно видеть по сторонам улицы. При строительстве были разрушены пьедестал статуи-колосса Нерона и руины античного фонтана. Работы сопровождались полным разрушением ранее находившегося здесь квартала. По идее Муссолини Виа-дей-Фори-Империали должна была символически соединять Колизей с Площадью Венеции — центром новой фашистской империи. Открытие под именем улицы Империи (via dell’Impero) состоялось 9 апреля 1932 года.
После окончания Второй мировой войны улица была переименована в Виа-дей-Фори-Империали. Каждый год 2 июня здесь проводится военный парад в честь Дня Итальянской Республики. С 1980-х годов не раз поднимался вопрос об устранении улицы, так как она разделяет на две части археологическую зону и мешает раскопкам. В настоящее время Виа-дей-Фори-Империали открыта для автомобильного транспорта и только по воскресеньям превращается в пешеходную зону.